# دارث ماول
دارث ماول (به انگلیسی: Darth Maul) یکی از شخصیت‌های سه‌گانه پیش‌درآمد فیلم‌های تخیلی و حماسی جنگ ستارگان است که با نقش آفرینی ری پارک و صداگذاری پیتر سرافیناویچ در قسمت اول حضور یافت. وی در سیاره‌ای به نام داثومیر به دنیا آمد و توسط دارث سیدیوس از مادر تالزان(مادرش) دزدیده شد. همچنین او در سریال هایی همچون جنگ کلون‌ها ، شورشیان جنگ ستارگان و سولو: داستانی از جنگ ستارگان نیز حضور داشته است.او دوشس ستین را به خاطر انتقام از کنوبی به قتل رساند و حکومت ماندالور را از آن خود کرد.او همچنین استاد تاریکی ازرا بریجر بود ولی کانان جاروس نگذاشت که او را به سمت تاریک بکشاند.

## تاریخچه کلی
دارث ماول ۵۴ سال قبل از نبرد یاوین به دنیا آمد و سنی نداشت که توسط دارث سیدیوس دزدیده شد و در کودکی آموزش دید.سیدیوس جهت آموزش او از سلاح مخصوص ماگنا گاردهای ژنرال گریووس استفاده می کرد و مائول یکی از معدود لرد های سیت بود که به شمشیر نوری دو طرفه مجهز گردید. بعد از انجام چند مأموریت بدن سرخ رنگش توسط سیدیوس به طرح‌های کهن و تاریک سیث منقوش شد و ماموریت‌هایی سخت‌تر و سخت‌تر به وی داده شد .در آخرین ماموریتش که به قتل رساندن پدمه آمیدالا،ملکه نابو بود،با دو جدای که او را همراهی می کردند روبرو شد و ضمن به قتل رساندن استاد کوای‌گان،از شاگردش،اوبی وان،شکست خورد.او با بدنی نصفه به محفظهٔ زبالهٔ کاخ سلطنتی سقوط کرد.

## بازگشت
- تا یک دهه پس از رخداد های محاصرهٔ نابو و معاصر با جنگ های کلون،همچنان گمان می رفت که ماول کشته شده باشد.در همین حین بود که تالزین،بزرگِ جادوگرانِ داثومیر،حضور فرزندش را حس کرد و برادر دیگر ماول یعنی ساواچ را در جستجوی او،روانه ی پهنهٔ کهکشان کرد.

ساواچ،نشانه های حضور ماول را در یک سیاره ی زباله ای و محل تخلیهٔ پسماندِ دیگر سیارات یافت.اما ماول که در این مدت طولانی در انزوا به سر می برد و با کمتر موجودی هم صحبت شده بود،به زوال عقل دچار شده و خود را از نیم تنه به مجموعه سیم هایی برای حرکت متصل کرده بود.
ساواچ،ماول را به داثومیر برد و تالزین با جادوی تاریک روان و جسم او را بهبود بخشید و او را آماده ی انتقام از استاد سابقش کرد.
جنایت های ماول به مرور در نقطه نقطه ی کهکشان گسترده شد تا جایی که بازگشت این سیث مورد توجه شورای جدای قرار گرفت.ماول به دنبال کسب حامی و قدرت بیشتر سعی در همراه کردن گروهک های مختلف جنایتکار و جایزه بگیر را با خود داشت و در انتهای این مسیر،پس از اسارت در چنگال رهبر جنگجویان ماندالوری،پری ویزلا،طی یک دوئل،او را کشت و خود بر تخت سلطنت ماندالور تکیه زد.

## حضور
- اپیزود اول:

اولین و آخرین حضور ماول در شش‌گانه جنگ ستارگان، اپیزود اول بود.او به عنوان شاگرد دارث سیدیوس معرفی شد و هدفش کمک به نیمودیان‌ها جهت تسخیر نابو و همچنین رابط نیمودیان‌ها با دارث سیدیوس بود.هنگامی که جدای‌ها و سربازان کاخ نابو در جهت بازیابی قدرتشان دست به کار شدند،ماول درگیر دوئل با کوای‌گان جین و اوبی‌وان کنوبی شد.
- حضور بعدی او در دنیای سینمایی جنگ ستارگان،در اسپین آف سولو بود؛هنگامی که در انتهای فیلم و به شکل غیرمنتظره ای به عنوان رئیسِ اصلی سندیکای کریمزن داون معرفی شد.
- بازی‌های رایانه‌ای:

حضور کوتاه او در فیلم باعث شده تا در تعداد محدودی بازی حضور یابد.

دارت ماول از معدود شخصیت‌هایی بود که شمشیر دو طرفه داشت.

1. lego star wars 1
2. battle front 1 &2

- کتاب‌های کمیک:

1. Star wars: Episode 1
2. Star wars: Darth Maul
3. Star wars: Maul's Advantures